# Chiesa di Santa Maria e Sant'Isidoro (Cento)
La chiesa di Santa Maria e Sant'Isidoro è la parrocchiale di Penzale, frazione di Cento in provincia di Ferrara. Appartiene al vicariato di Cento dell'arcidiocesi di Bologna e risale al XVII secolo.

## Storia
Il luogo di culto di Penzale fu costruito nel 1633 su un terreno che fu donato alla comunità da Giacomo Cavalieri. L'edificio venne eretto per ospitare e custidire un'immagine raffigurante la Madonna e ritenuta miracolosa dalla popolazione che sino a quel momento era semplicemente appesa a un albero in un cortile privato.
All'inizio del secolo successivo fu innalzata la torre campanaria e nel 1850 il primitivo edificio venne ampliato con l'allungamento della navata centrale e la costruzione di due navate laterali. Nel 1949 la chiesa venne elevata a dignità parrocchiale.

### Dedicazione
La doppia dedicazione è legata alla storia del luogo. Santa Maria viene venerata perché sin dal XVII secolo nelle sue vicinanze era presente un'immagine a lei dedicata. Isidoro l'Agricoltore invece richiama la tradizione agricola della popolazione.

## Descrizione

### Esterno
La chiesa di Santa Maria e San Isidoro si trova nella frazione di Penzale di Cento e mostra orientamento verso est. Il prospetto principale ha una parte centrale classicheggiante con due lesene che reggono il grande frontone triangolare e ai lati due parti a alienti, che corrispondono alle due navate minori. Anteriormente vi sono tre portali di accesso, tutti architravati. Il principale è di maggiori dimensioni ed è sormontato, nella parte alta della facciata, da una grande finestra a lunetta. Due finestre sempre a lunetta ma di minori dimensioni si trovano sugli ingressi laterali. Tutta la chiesa è di colore rosso mattone mentre le lesene e gli altri particolari architettonici hanno tonalità ocra giallo. La copertura è in coppi.
La canonica si trova affiancata, sul lato destro, a sud. La torre campanaria si trova compresa nella navata laterale sinistra e la sua cella si apre con quattro monofore sormontate da una copertura piramidale acuta con angoli smussati.

### Interno
L'interno della sala è a tre navate. In una delle cappelle laterali si conserva l'immagine sacra che raffigura la Madonna e che spinse la devozione popolare a edificare la chiesa.

## Danni causati dal sisma del 2012
Il terremoto dell'Emilia del 2012 creò danni alla struttura e fu necessario intervenire con un'importante azione di restauro e consolidamento.
Dopo i necessari lavori per la messa in sicurezza ed il restauro è stata riaperta al culto il 3 dicembre 2018 con una cerimonia solenne presieduta dall'arcivescovo metropolita di Bologna Matteo Maria Zuppi.